# Charon oenpelli
Charon oenpelli är en spindeldjursart som beskrevs av Harvey och West 1998. Charon oenpelli ingår i släktet Charon och familjen Charontidae. Inga underarter finns listade i Catalogue of Life.